# Onda U

Una onda 'U' como se ve en el electrocardiograma (ECG)

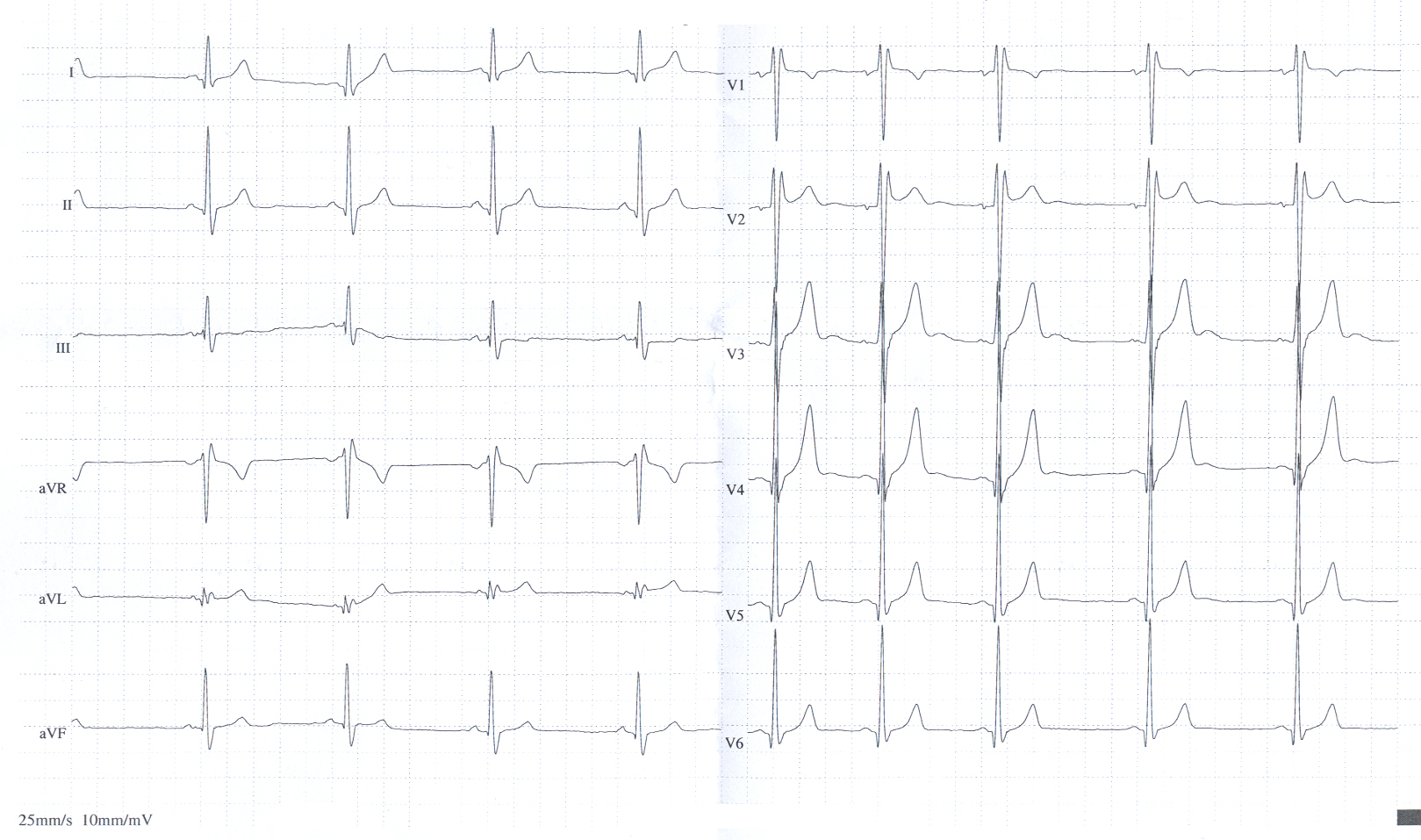
Electrocardiograma de un varón de 18 años que muestra ondas en 'U', más evidentes en la derivación V3.

La onda 'U' es una onda en un electrocardiograma (ECG). Viene después de la onda T de repolarización ventricular y no siempre puede observarse como resultado de su pequeño tamaño. Se cree que las ondas 'U' representan la repolarización de las fibras de Purkinje. Sin embargo, la fuente exacta de la onda U sigue sin estar clara. Las teorías más comunes sobre el origen son:
- Repolarización retardada de las fibras de Purkinje
- Repolarización prolongada de las células M del miocardio medio
- Posibles potenciales resultantes de fuerzas mecánicas en la pared ventricular
- La repolarización del músculo papilar.[3]

## Descripción
Según V. Gorshkov-Cantacuzene:
"La onda U es el impulso que lleva la sangre en las arterias coronarias y los vasos sanguíneos".
La resistividad de la sangre estacionaria se expresa como {\displaystyle \left({\text{Ht}}\right)=|{\text{Ht}}\cdot (1+\alpha {\text{Ht}})}, dónde {\displaystyle \alpha } es un coeficiente, y {\displaystyle {\text{Ht}}} es el hematocrito ; en ese momento, como durante la aceleración del flujo sanguíneo, se produce una fuerte disminución de la resistencia longitudinal con pequeños tiempos de relajación.
Sin embargo, múltiples factores afectan la resistividad sanguínea. La agregación de eritrocitos ocurre a bajas tasas de cizallamiento e implica que para todos los vasos (con la excepción de las venas grandes) el efecto de agregación es irrelevante. El interior de un vaso sanguíneo incluye una capa de plasma cercana a la pared (denominada lubricante), cuyo tamaño depende estrictamente del criterio de Reynold y de la velocidad de corte de la sangre que fluye. Dado que el grosor de esta capa en todos los vasos sanguíneos (excepto los capilares ) es inferior a 5 micrones, y la resistividad del plasma es dos veces menor que en la sangre, entonces de acuerdo con el esquema de inserción paralela, la contribución de esta capa a la resistividad es insignificante. Al reducir la velocidad de los perfiles de flujo sanguíneo, la dependencia de Ht del radio del vaso se vuelve más alargada. Sin embargo, a valores normales de Ht, el efecto también es insignificante. Con tasas de cizallamiento suficientemente altas, los glóbulos rojos se vuelven susceptibles a la deformación. La contribución de este fenómeno es difícil de evaluar porque está presente en el trasfondo de todos los efectos anteriores. Sin embargo, incluso la suma de todos estos factores tiene poco efecto sobre la resistividad sanguínea.
De ello se deduce que en el momento de la expulsión de sangre del ventrículo izquierdo, parte del pulso se elimina, porque no hay resistividad eléctrica de la sangre, que aumenta gradualmente en lo alto de las arterias coronarias y los vasos sanguíneos. La onda U es el impulso que transporta la sangre en las arterias coronarias y los vasos sanguíneos. Es posible devolver este impulso a las fibras de Purkinje a lo largo de los vasos del miocardio. Esta idea también se prueba por el hecho de que la hipertrofia del ventrículo izquierdo, la isquemia miocárdica, la insuficiencia coronaria y la insuficiencia tienen impulso, no hay posibilidad de pasar a las fibras de Purkinje, por lo tanto, el ECG registró una onda U negativa.

## Interpretación
Según muchos estudios  , Las ondas U a menudo se registran en todas las derivaciones excepto en V6, con mayor frecuencia en V2 y V3 cuando la frecuencia cardíaca es superior a 96 latidos por minuto. Su amplitud suele ser de 0,1 a 0,33 mV. Particularmente difícil es la asignación de los límites de la onda U en el fondo de la onda T y la onda R, que pueden parcial o completar (en el caso de la onda T) la fusión. Los valores más altos de la frecuencia cardíaca o la onda U de hipocalcemia se superponen a la onda T y en la taquicardia, se fusiona con la onda R del siguiente ciclo cardíaco.
Las ondas U prominentes (las ondas U se describen como prominentes si tienen más de 1 a 2 mm o el 25% de la altura de la onda T) se observan con mayor frecuencia en la hipopotasemia, pero pueden estar presentes en la hipercalcemia, tirotoxicosis o exposición a digital., epinefrina y antiarrítmicos de clase 1A y 3, así como en el síndrome de QT largo congénito y en el contexto de hemorragia intracraneal.
Una onda U invertida puede representar isquemia miocárdica (y especialmente parece tener una alta precisión predictiva positiva para la enfermedad de la arteria coronaria descendente anterior izquierda ) o sobrecarga de volumen del ventrículo izquierdo.
En ocasiones, se puede observar una onda U en individuos atléticos normales más jóvenes. La onda U aumenta en los adultos mayores y menos atléticos.

## Lista de intervalos ECG
- Intervalo PR
- Complejo QRS
- Intervalo QT
- Segmento ST
- Onda P
- Onda T
- Onda U